# Ronde van Frankrijk 2007/Zestiende etappe
De zestiende etappe van de Ronde van Frankrijk 2007 werd verreden op 25 juli 2007 tussen Orthez en Gourette (Col d'Aubisque) over een afstand van 218,5 kilometer. Het was de enige rit in de Tour die over Spaans grondgebied gaat.
Deze etappe was een van de zwaarste bergritten van de ronde. Zowel de lengte, het aantal bergen en de steiltepercentages zullen ervoor zorgen dat deze rit een belangrijke rol voor het eindklassement zal spelen. Bovendien was het de laatste bergrit en dus hadden klimmers die nog doelen hadden in het klassement of nog geen ritzege hadden hier hun laatste kans. De finish lag op de bekende Col d'Aubisque, een legendarische Tourcol. In totaal stonden er 5 beklimmingen op het programma: 2 van de buitencategorie (HC), 2 van de 1e categorie en 1 van de 3e categorie.

## Doping
Bij de Kazach Aleksandr Vinokoerov werd bij de dopingcontrole bloeddoping geconstateerd, de uitslag van de contra-expertise gaf hetzelfde resultaat. Vinokoerov werd geschorst door de leiding van zijn wielerploeg Astana en na overleg met de Tourdirectie werd tijdens de rustdag na de vijftiende etappe besloten de gehele ploeg niet meer in de zestiende etappe te laten vertrekken. Aan het einde van de rit werd bekend dat Cristian Moreni tijdens de 11e etappe doping had gebruikt. Daarom werd ook hij uit de Tour gezet en besloot zijn wielerploeg Cofidis zich ook uit de tour te trekken.

## Verloop

### Tussensprints
- Eerste tussensprint in Mauléon-Licharre, na 36 km: Christophe Rinero
- Tweede tussensprint in Laruns, na 200 km: Carlos Sastre

### Bergsprints
- Eerste bergsprint, Port de Larrau (HC)[2], na 79 km: José Vicente García Acosta
- Tweede bergsprint, Alto Laza (3de cat.), na 93 km: José Vicente García Acosta
- Derde bergsprint, Col de la Pierre-Saint-Martin (1ste cat.), na 131 km: Mauricio Soler
- Vierde bergsprint, Col de Marie-Blanque (1ste cat.), na 180,5 km: Mauricio Soler
- Vijfde bergsprint, Col d'Aubisque (HC), na 218,5 km: Michael Rasmussen

## Uitslag
| rang | renner             | land             | ploeg               | tijd       |
| ---- | ------------------ | ---------------- | ------------------- | ---------- |
| 1    | Michael Rasmussen  | Denemarken       | Rabobank            | 6u 23' 21" |
| 2    | Levi Leipheimer    | Verenigde Staten | Discovery Channel   | op 26"     |
| 3    | Alberto Contador   | Spanje           | Discovery Channel   | op 35"     |
| 4    | Cadel Evans        | Australië        | Predictor - Lotto   | op 43"     |
| 5    | Mauricio Soler     | Colombia         | Team Barloworld     | op 1' 25"  |
| 6    | Haimar Zubeldia    | Spanje           | Euskaltel - Euskadi | op 1' 52"  |
| 7    | Juan José Cobo     | Spanje           | Saunier Duval       | op 1' 54"  |
| 8    | Carlos Sastre      | Spanje           | Team CSC            | op 2' 12"  |
| 9    | Óscar Pereiro      | Spanje           | Caisse d'Epargne    | op 2' 27"  |
| 10   | Alejandro Valverde | Spanje           | Caisse d'Epargne    | z.t.       |

## Algemeen klassement
| rang | renner            | land             | ploeg             | tijd        |
| ---- | ----------------- | ---------------- | ----------------- | ----------- |
| 1    | Michael Rasmussen | Denemarken       | Rabobank          | 76u 15' 15" |
| 2    | Alberto Contador  | Spanje           | Discovery Channel | op 3' 10"   |
| 3    | Cadel Evans       | Australië        | Predictor - Lotto | op 5' 3"    |
| 4    | Levi Leipheimer   | Verenigde Staten | Discovery Channel | op 5' 59"   |
| 5    | Carlos Sastre     | Spanje           | Team CSC          | op 9' 12"   |

## Trivia
- Tijdens de 16e etappe ging de route door het Spaanse Baskenland. Nadat het peloton was gepasseerd, gingen er twee kleine bommen af die waren geplaatst door de ETA. Er vielen geen gewonden en de renners merkten zelfs niet of nauwelijks iets van de aanslagen[3].

Proloog ·
1e etappe ·
2e etappe ·
3e etappe ·
4e etappe ·
5e etappe ·
6e etappe ·
7e etappe ·
8e etappe ·
9e etappe ·
10e etappe ·
11e etappe ·
12e etappe ·
13e etappe ·
14e etappe ·
15e etappe ·
16e etappe ·
17e etappe ·
18e etappe ·
19e etappe ·
20e etappe
Startlijst · Eindstanden · Afbeeldingen